# Аеродром Дубаи
Међународни аеродром Дубаи (IATA: DXB, ICAO: OMDB) (арап. مطار دبي الدولي) је међународни аеродром у Дубаију, највећем граду Уједињених Арапских Емирата. То је тренутно трећи светски аеродром по промету путника и шести по промету робе. Такође, то је убедљиво најпрометнији аеродром на Блиском истоку.
Кроз аеродром је 2018. године прошло преко 89 путника.
На аеродрому је седиште авио-компаније „Емирати”, као и нискотарифне авио-компаније „Флајдубаи”.

## Историја
План за конструкцију аеродрома у Дубаију замислио је шеик Рашид ибн Саид ел Мактум. Аеродром је отворен 1960. године за ДЦ-3 летове. Данас је седиште авио-компаније Емирати из Дубаија за међународне летове. На аеродрому постоје два терминала, док је трећи терминал је у фази конструкције и биће ексклузиван за Емирате.
Аеродром Дубаи је понекад био база за Југословенску авио-компанију ЈАТ. ЈАТ је користио Аеродром Дубаи за летове до Кине, Индије, Аустралије и Југославије.